# Kanton Thiviers
Der Kanton Thiviers ist seit 1790 ein französischer Wahlkreis in den Arrondissements Nontron und Périgueux im Département Dordogne in der Region Nouvelle-Aquitaine; sein Hauptort ist Thiviers, Vertreterin im Generalrat des Départements ist seit 2008 Colette Langlade.

## Gemeinden
Der Kanton besteht aus 23 Gemeinden mit insgesamt 15.717 Einwohnern (Stand: 1. Januar 2022) auf einer Gesamtfläche von 553,76 km²:
| Gemeinde                      | Einwohner 1. Januar 2022 | Fläche km² | Dichte Einw./km² | Code INSEE | Postleitzahl | Arrondissement |
| ----------------------------- | ------------------------ | ---------- | ---------------- | ---------- | ------------ | -------------- |
| Chalais                       | 404                      | 18,81      | 21               | 24095      | 24800        | Nontron        |
| Corgnac-sur-l’Isle            | 862                      | 20,61      | 42               | 24134      | 24800        | Nontron        |
| Eyzerac                       | 547                      | 11,03      | 50               | 24171      | 24800        | Nontron        |
| Firbeix                       | 298                      | 22,66      | 13               | 24180      | 24450        | Nontron        |
| Jumilhac-le-Grand             | 1.140                    | 66,67      | 17               | 24218      | 24630        | Nontron        |
| La Coquille                   | 1.259                    | 22,37      | 56               | 24133      | 24450        | Nontron        |
| Lempzours                     | 133                      | 10,87      | 12               | 24238      | 24800        | Nontron        |
| Mialet                        | 629                      | 37,30      | 17               | 24269      | 24450        | Nontron        |
| Nantheuil                     | 984                      | 16,82      | 59               | 24304      | 24800        | Nontron        |
| Nanthiat                      | 239                      | 11,12      | 21               | 24305      | 24800        | Nontron        |
| Négrondes                     | 782                      | 20,15      | 39               | 24308      | 24460        | Nontron        |
| Saint-Front-d’Alemps          | 252                      | 19,02      | 13               | 24408      | 24460        | Nontron        |
| Saint-Jean-de-Côle            | 365                      | 12,70      | 29               | 24425      | 24800        | Nontron        |
| Saint-Jory-de-Chalais         | 543                      | 31,73      | 17               | 24428      | 24800        | Nontron        |
| Saint-Martin-de-Fressengeas   | 362                      | 20,84      | 17               | 24453      | 24800        | Nontron        |
| Saint-Paul-la-Roche           | 533                      | 39,22      | 14               | 24481      | 24800        | Nontron        |
| Saint-Pierre-de-Côle          | 428                      | 19,85      | 22               | 24485      | 24800        | Nontron        |
| Saint-Pierre-de-Frugie        | 482                      | 21,74      | 22               | 24486      | 24450        | Nontron        |
| Saint-Priest-les-Fougères     | 376                      | 20,86      | 18               | 24489      | 24450        | Nontron        |
| Saint-Romain-et-Saint-Clément | 331                      | 13,80      | 24               | 24496      | 24800        | Nontron        |
| Sorges et Ligueux en Périgord | 1.639                    | 54,04      | 30               | 24540      | 24420        | Périgueux      |
| Thiviers                      | 2.889                    | 27,77      | 104              | 24551      | 24800        | Nontron        |
| Vaunac                        | 240                      | 13,78      | 17               | 24567      | 24800        | Nontron        |
| Kanton Thiviers               | 15.717                   | 553,76     | 28               | 2421       | –            | –              |

Bis zur landesweiten Neuordnung der französischen Kantone im März 2015 gehörten zum Kanton Thiviers die zehn Gemeinde Corgnac-sur-l’Isle, Eyzerac, Lempzours, Nantheuil, Saint-Jean-de-Côle, Saint-Martin-de-Fressengeas, Saint-Pierre-de-Côle, Saint-Romain-et-Saint-Clément, Thiviers und Vaunac. Sein Zuschnitt entsprach einer Fläche von 168,07 km². Er besaß vor 2015 einen anderen INSEE-Code als heute, nämlich 2441.

## Veränderungen im Gemeindebestand seit der landesweiten Neuordnung der Kantone
2016: Fusion Ligueux und Sorges → Sorges et Ligueux en Périgord

## Bevölkerungsentwicklung
| 1962  | 1968  | 1975  | 1982  | 1990  | 1999  |
| ----- | ----- | ----- | ----- | ----- | ----- |
| 7.535 | 8.087 | 8.240 | 7.997 | 7.783 | 7.359 |